# Бесселев год
Бесселев год (назван по имени немецкого астронома XIX века Ф. Бесселя) — тропический год, за начало которого принимается момент времени, когда средняя долгота Солнца, уменьшенная на постоянный коэффициент аберрации (20,496 угловой секунды), в точности равна 280°. Начало бесселева года приходится на один и тот же момент времени для любого пункта Земли. Продолжительность бесселева года равна продолжительности тропического и в сутках может быть выражена формулой T₀ = 365,24219879 − 0,00000614T, где T — число столетий, прошедших с 1900 года.